# Ksawerów (powiat pabianicki)

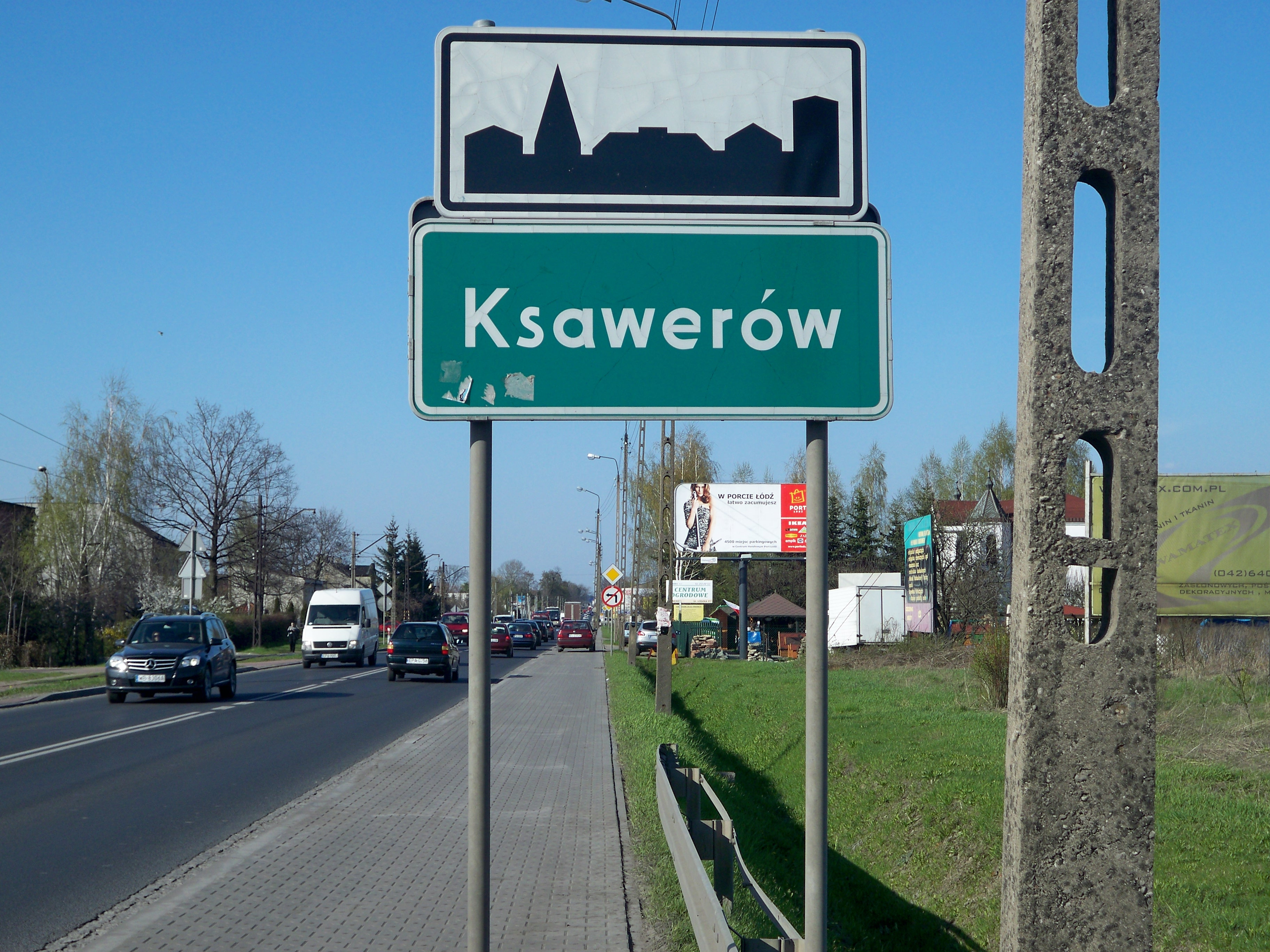
Tablica z nazwą miejscowości od strony Pabianic

Ksawerów – wieś w Polsce, położona w województwie łódzkim, w powiecie pabianickim, w gminie Ksawerów.
| SIMC    | Nazwa                    | Rodzaj    |
| ------- | ------------------------ | --------- |
| 0414747 | Kolonia Wola Zaradzyńska | część wsi |
| 0414753 | Teklin                   | część wsi |
| 0414760 | Widzew                   | część wsi |
| 0414776 | Żdżary                   | część wsi |

W latach 1954–1972 wieś należała i była siedzibą władz gromady Ksawerów. W latach 1975–1998 miejscowość należała administracyjnie do ówczesnego województwa łódzkiego.
Miejscowość jest siedzibą gminy Ksawerów. Jest położona pomiędzy miastami Łódź i Pabianice. Przebiega przez nią droga wojewódzka nr 482

## Komunikacja
Jedyna wieś w Polsce posiadająca połączenie tramwajowe. Przez Ksawerów przebiega linia tramwajowa 41 (wcześniej 41, 11, P) łącząca Pabianice z Łodzią. Do Ksawerowa dociera również pabianicka linia autobusowa nr 263, która stanowi połączenie Ksawerowa z centrum Pabianic oraz os. Bugaj. Dojazd do Łodzi i Pabianic zapewniają ponadto autobusy PKS oraz liczne prywatne busy.

## Zabudowa
Ksawerów jest miejscowością o zabudowie składającej się przeważnie z domów jednorodzinnych otoczonych niewielkimi ogrodami – charakterystycznej dla terenów podmiejskich.

## Zabytki
- Pałac w Widzewie  Kindlera, przy ul. Szkolnej 12 z 1897, nr rej.: A/279 z 10.05.1981; wpisany do rejestru zabytków nieruchomych województwa łódzkiego[6].